# Say Ok
„Say Ok“  – drugi singel z debiutanckiego albumu V Vanessy Hudgens. Premiera tego utworu miała miejsce 12 stycznia 2007 w USA. W radiu również w Stanach Zjednoczonych pierwszy raz słyszano ją 27 marca 2007 r. Jest mieszaniną popu, dance i trance. Video clip debiutował wraz ze światową premierą filmu Wskakuj! (Jump In). Początkowo planowano, aby drugim singlem była piosenka „Let Go”, ale w ostateczności postawiono na Say Ok. W tym teledysku występuje również chłopak Vanessy – Zac Efron, z którym Vanessa występowała w filmie High School Musical, High School Musical 2 i High School Musical 3 ostatnia klasa.

## Wydania oficjalne
- Wersja albumowa – 3:41
- Wersja radiowa (Radio Disney) – 3:32
- Remix radiowy – 3:32